# Clayton Ince
Clayton Ince (Arima, 1972. július 12. –) Trinidad és Tobagó-i válogatott labdarúgó.

## Pályafutása

### Klubcsapatban
1991 és 1999 között a trinidadi Defence Force csapatában játszott, melynek színeiben hat bajnoki címet szerzett. 1999 és 2005 között a Crewe Alexandra FC kapusa volt Angliában. 2000-ben kölcsönadták a skót Dunsee együttesének. A 2005–06-os szezonban a Coventry Citynél 1 mérkőzésen lépett pályára. 2006-tól 2010-ig a Walsall kapuját védte. 2010-ben hazatért a Ma Pau SC csapatához. 2013-ban a T&TEC Sports Club kapusaként fejezte be a pályafutását. 

### A válogatottban
1994 és 2009 között 79 mérkőzésen szerepelt a Trinidad és Tobagó-i válogatottban. Részt vett az 1998-as, a 2000-es és a 2002-es CONCACAF-aranykupán, valamint a 2006-os világbajnokságon.

## Sikerei, díjai
Defence Force
- Trinidad és Tobagó-i bajnok (6): 1992, 1993, 1995, 1996, 1997, 1999